# اچ‌ام‌اس آمبوس‌کید (۱۷۷۳)
اچ‌ام‌اس آمبوس‌کید (۱۷۷۳) (به انگلیسی: HMS Ambuscade (1773)) یک کشتی است که طول آن 45 metres می‌باشد. این کشتی در سال ۱۷۷۳ ساخته شد.